# اچ‌ام‌اس شانون (۱۸۵۵)
اچ‌ام‌اس شانون (۱۸۵۵) (به انگلیسی: HMS Shannon (1855)) یک کشتی بود که طول آن ۲۸۵ فوت (۸۷ متر) بود. این کشتی در سال ۱۸۵۵ ساخته شد.